# Duke Energy
Duke Energy är USA:s största energibolag med omkring 7,1 miljoner elkunder och ett börsvärde på ca 37 miljarder dollar. Detta efter att fusionsplanerna mellan Duke Energy och Progress Energy tillkännagavs den 10 januari 2011. Bolagets huvudkontor ligger i Charlotte, North Carolina.